# Mykinesar kirkja
Mykinesar kirkja er en kirke fra 1879 i bygden Mykines på øen Mykines i Færøerne. Kirken hører til i Færøernes folkekirke. Kirken har 120 siddepladser.
Kirken står i dag hvidkalket med græstag. Over vestenden er en diagonalt stillet tagrytter. På sydsiden er der syv vinduer, mens der er to i vestgavlen. Indgangsdøren er i kirkens nordvest side og fører ind til den blåmalede forkirke. På loftet over denne står kirkens harmonium samt 4 simple bænke. 
Indvendigt har kirken halvtøndehvælv - malet lyseblåt, mens væggene er hvide. De grønmalede stolestader er nummererede, idet gårdene tidligere havde faste pladser. 
Altertavlen viser korsfæstelsen, og er malet af en ukendt kunstner, købt i København og er en gave givet i 1905 af en kongsbonde på Mykines. Under maleriet står teksten "Herre, i dine hænder befaler jeg min aand".
Den enkle prædikestol er lavet af træ med glat overflade. På den firbenede, hvidmalede døbefont, hvor benene forsætter op og danner en slags søjle, ligger et fad med bebudelsen som centermotiv. I forkirken er der en kirkebøsse af messing, der oprindelig var stormklokke på en russisk trawler, der strandede syd for bygden i oktober 1956 og blev slået til vrag. 
Et krucifiks skåret i eg  fra 1957 hænger på kirkens nordvæg. Kirkeklokken med inskriptioner er en gave fra menigheden og støbt af Johan Jacob Ritzmann i København 1827. 

## Historie
I bygden var der i tidligere tid et bønnehus, på det såkaldte Bønhúsbergi.  Udgravninger  har afsløret en bygning med indvendig længde på 5 m og og en bredde på 3,5 m, bygget af vellagte sten. Gulvet og indgangen var belagt med flade sten. Under denne stensætning var der et ældre gulv med et askelag, som formentlig er kommet efter at den første bygning er brændt. Senere er huset genopbygget det samme sted. Byggemåden og fundet af en sten-tranlampe i gotisk stil, tyder på at bygningen er fra middelalderen.
Senere fik øen en kirke i 1863, men den blev ødelagt under en storm i 1877. Resterne af den ødelagte kirke blev brugt til at genopbygge den nye kirke der fik visse ændringer i forhold til den gamle.